# (18268) Dardanos
(18268) Dardanos (2140 T-3) – planetoida z grupy trojańczyków okrążająca Słońce w ciągu 11,76 lat w średniej odległości 5,17 j.a. Odkryta 16 października 1977 roku.